# Thank U, Next
Thank U, Next пети је студијски албум америчке певачице Аријане Гранде, који је издат 8. фебруара 2019. године од стране Republic Records. Након изласка њеног претходног студијског албума Sweetener, Аријана је започела рад на њеном новом албуму у октобру 2018. године, где је уврстила писце и продуценте као што су Томи Браун, Макс Мартин, Ајлја Салманзаде и Ендру „Поп” Вонсел. Албум је настао усред личних ствари, укључујући и смрт њеног бившег дечка Мак Милера и њеног раскида са вереником Пит Дејвидсоном.